# Wahlenbergia saxicola
Wahlenbergia saxicola är en klockväxtart som först beskrevs av Robert Brown, och fick sitt nu gällande namn av A.Dc. Wahlenbergia saxicola ingår i släktet Wahlenbergia och familjen klockväxter.
Artens utbredningsområde är Tasmanien. Inga underarter finns listade i Catalogue of Life.